# LOTUS-Simulator
LOTUS-Simulator je počítačová hra vyvíjená od roku 2014 společností Oriolus Software. Momentálně je k dispozici na platformě Steam v režimu early access. Jedná o komplexní simulaci městské hromadné dopravy v jednom celku, která klade silný důraz na zpracování detailů. Hra je prozatím primárně určena tvůrcům přídavků (addonů) do hry, protože zatím nabízí jen část plánované mapy, model tramvaje GT6N a autobus MAN Lion's City DD. Autory projektu LOTUS jsou Janine Kuhnt a Marcel Kuhnt, který vyvinul simulátor autobusů OMSI – Der Omnibus Simulator. LOTUS nyní obsahuje herní engine obsahující flexibilitu při vytváření objektů, map, jízdních řádů a import různých druhů dopravy. S tím přichází i mapový editor a nástroj pro vkládání objektů, vozidel, scenérií a dalších prvků. Tým vývojářů zároveň klade důraz na tzv. „Come on in! – culture“. To znamená pro každého hráče jednoduchý způsob podílení se na vývoji simulátoru v jakékoli formě – ať už samostatným vývojem, diskuzí či propagací.

## Zkratka LOTUS
Nejedná se o výrobce automobilů, ale o shodu názvů. Každé jednotlivé písmeno představuje určitý segment v městské hromadné dopravě.
- L – LEITSTELLE – v překladu se jedná o centrálu, seskupení více věcí do jedné, v multiplayeru toto písmeno zahrne dispečera.
- O – OMNIBUS – představuje veškerou autobusovou dopravu včetně trolejbusů.
- T – TRAM – první část kolejové dopravy, v tomto simulátoru můžete jezdit s tramvají.
- U – UNDERGROUND – druhá část kolejové dopravy zahrnuje metro a veškeré podzemní dráhy.
- S – SUBURBAN TRAIN – poslední součástí kolejové dopravy jsou příměstské vlaky.

## Dopravní prostředky
LOTUS je stavěn do čtyř modulů – koleje, silnice, vzduch a lodě. Na silnici je možné jezdit s autobusem nebo trolejbusem, na kolejích s tramvají, metrem nebo vlakem a ve vzduchu létat letadlem.